# Lycosa leucogastra
Lycosa leucogastra är en spindelart som beskrevs av Mello-Leitao 1944. Lycosa leucogastra ingår i släktet Lycosa och familjen vargspindlar. Inga underarter finns listade i Catalogue of Life.